# Liste der Kirchen der Region Schleswig-Holstein des Erzbistums Hamburg
Die Liste der Kirchen der Region Schleswig-Holstein des Erzbistums Hamburg umfasst die Kirchengebäude des Erzbistums Hamburg in Schleswig-Holstein. Zum 1. Januar 2017 wurden im Erzbistum Hamburg alle Dekanate aufgelöst und stattdessen Pastorale Räume geschaffen.

## Liste bestehender Pfarreien und Kirchen

### Ahrensburg, Pfarrei Sankt Ansverus
- Ahrensburg: St. Maria, Hilfe der Christen
- Bad Oldesloe: Dreieinigkeit (Kapelle im ehemaligen Pfarrhaus)
- Bad Oldesloe: St. Josef (Kapelle des Kinder und Jugendhauses)
- Bad Oldesloe: St. Vicelin
- Bargteheide: St. Michael
- Mölln: Heilig Kreuz
- Ratzeburg: St. Answer

### Elmshorn, Pfarrei Heiliger Martin
- Elmshorn: St. Mariä Himmelfahrt
- Halstenbek: Herz Jesu
- Pinneberg: St. Michael

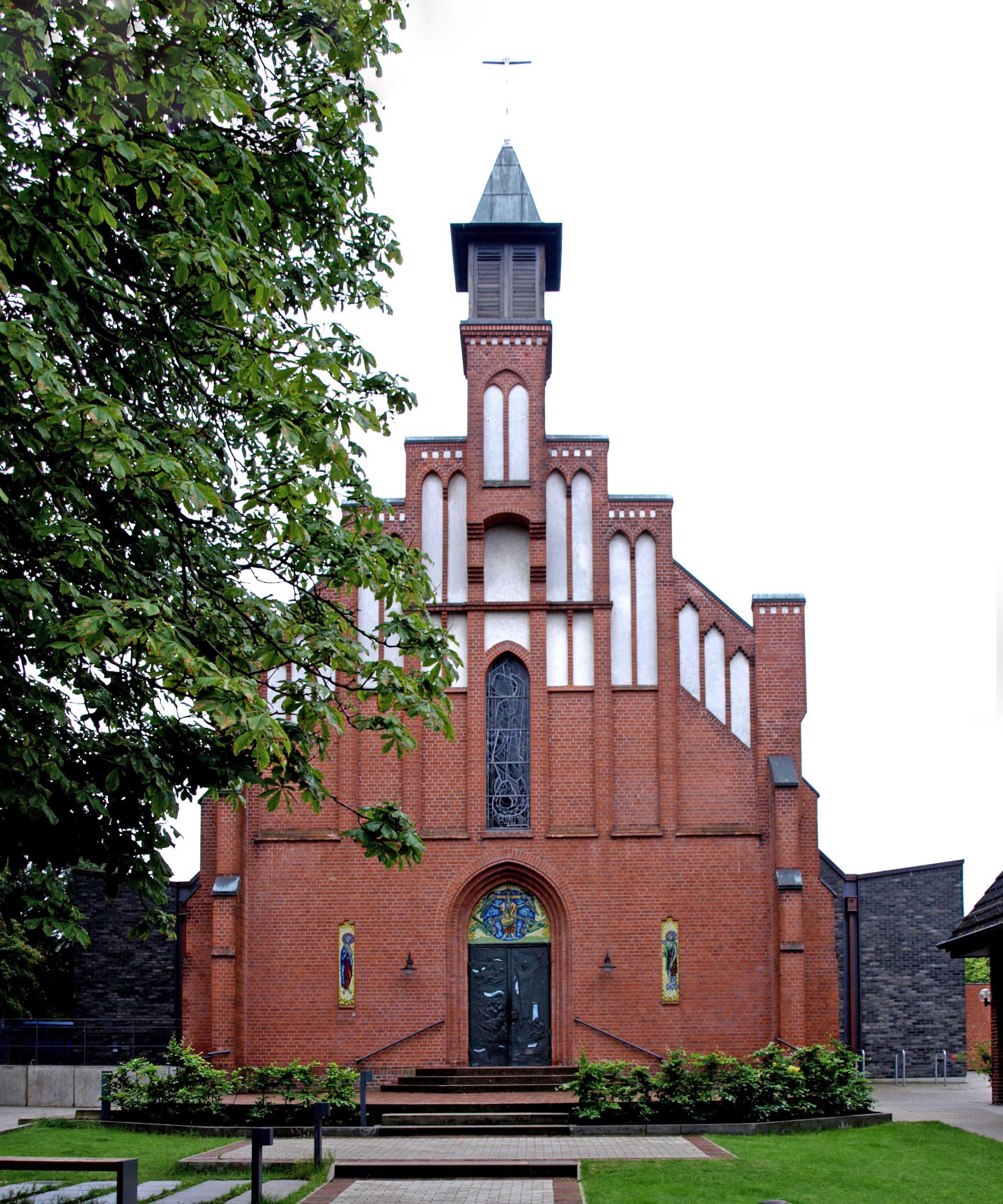
St.-Michael-Kirche in Pinneberg

- Quickborn: Maria – Hilfe der Christen
- Uetersen: Christkönig
- Wedel: Unbeflecktes Herz Mariens

### Eutin, Pfarrei Sankt Vicelin
- Bad Malente: St. Mariä Himmelfahrt
- Burg auf Fehmarn: St. Franziskus Xaverius
- Dahme: St. Stephanus
- Eutin: Unbefleckte Empfängnis Mariens
- Heiligenhafen: St. Ansgar
- Lütjenburg: St. Bonifatius
- Neustadt in Holstein: St. Johannes
- Oldenburg in Holstein: St. Vicelin
- Plön: St. Antonius von Padua
- Preetz: Christus Erlöser

### Flensburg, Pfarrei Stella Maris
- Damp: St. Elisabeth

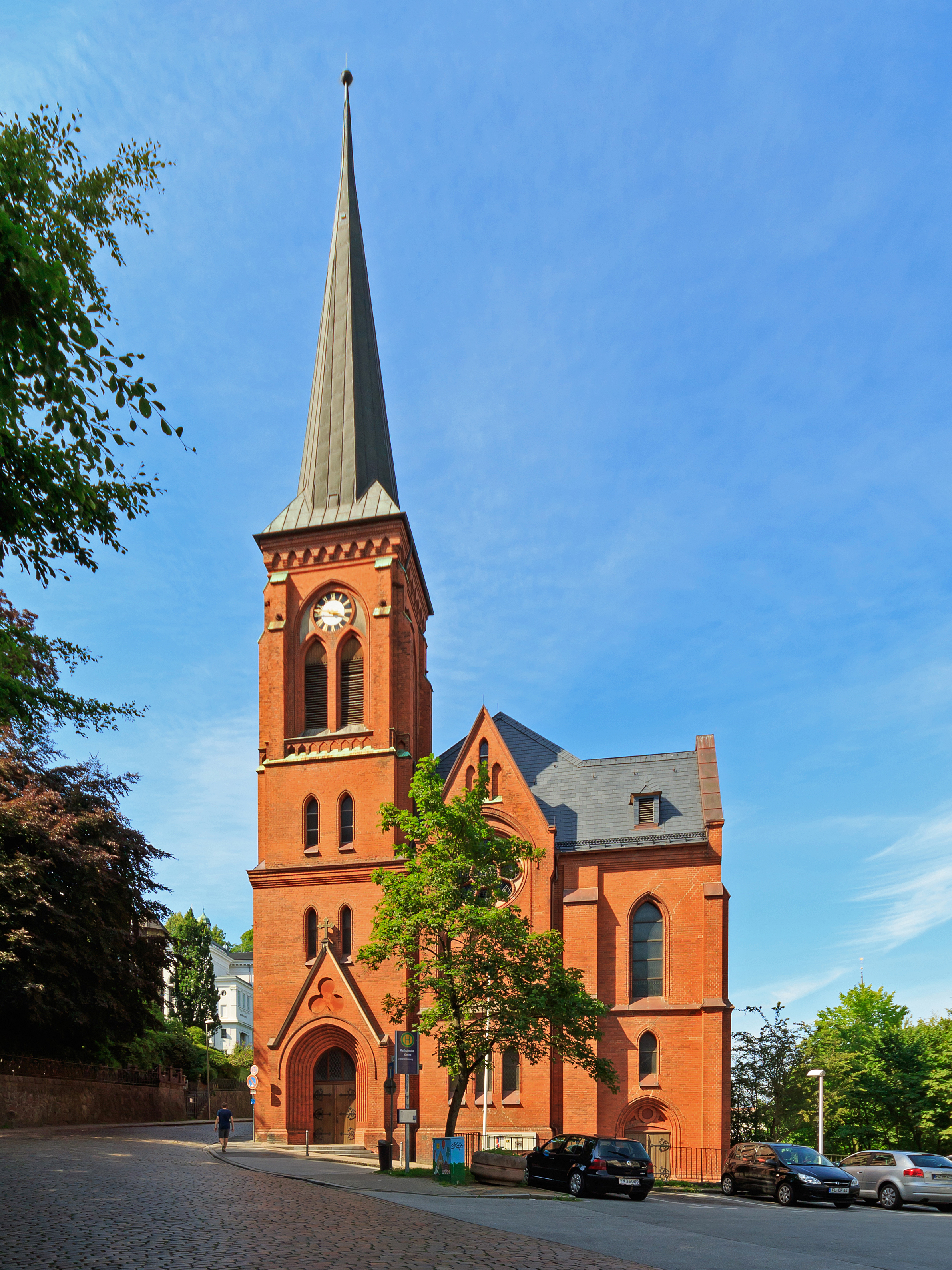
St.-Marien-Kirche in Flensburg

- Flensburg: Campelle auf dem Campus
- Flensburg: Hl. Blut (Dienerinnen)
- Flensburg: Josefskapelle
- Flensburg: St. Franziskus-Hospital
- Flensburg: St. Marien Schmerzhafte Mutter
- Flensburg, Stadtteil Mürwik: St. Ansgar
- Gelting, Gut Gelting: Schlosskapelle Herz Jesu
- Glücksburg: St. Laurentius
- Harrislee: St. Anna
- Kappeln: St. Marien
- Süderbrarup: Christ König
- Tarp: St. Martin

### Hamburg, Pfarrei St. Katharina von Siena
- Norderstedt: St. Hedwig

### Helgoland, Pfarrei St. Michael
- Helgoland: St. Michael

### Husum, Pfarrei St. Knud
- Friedrichstadt: St. Knud

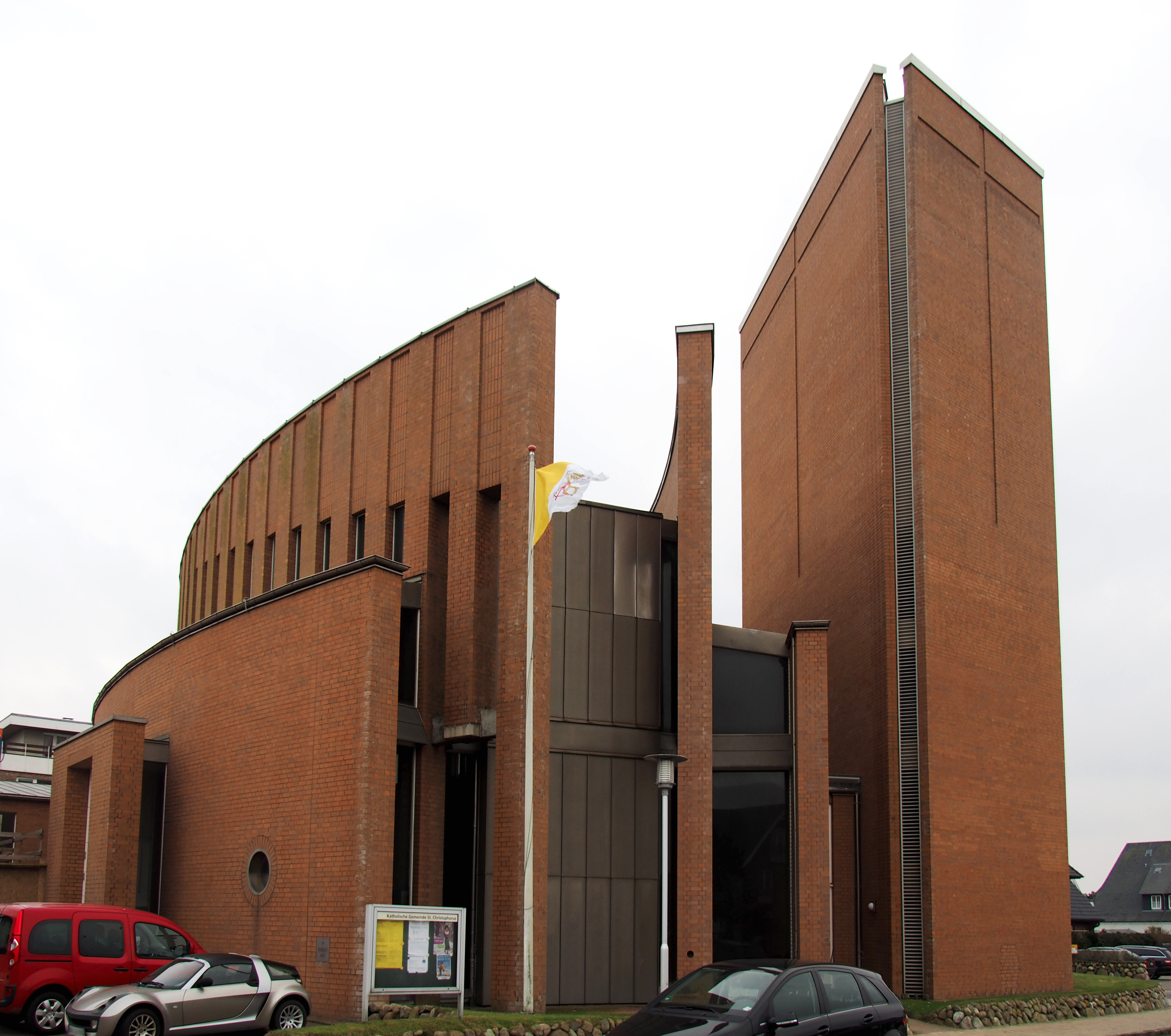
St.-Christophorus-Kirche in Westerland

- Husum: Christus König und St. Knud
- List auf Sylt: St. Raphael
- Niebüll: St. Gertrud
- Norddorf auf Amrum: St. Elisabeth
- Nordstrand: St. Knud
- Pellworm: St. Petrus
- St. Peter-Ording: St. Ulrich
- Westerland auf Sylt: St. Christophorus
- Wyk auf Föhr: St. Marien

### Itzehoe, Pfarrei Sankt Nikolaus
- Brunsbüttel: Maria Meeresstern
- Büsum: St. Andreas
- Glückstadt: St. Marien
- Heide: St. Josef
- Hohenlockstedt: St. Marien
- Itzehoe: St. Ansgar
- Marne: Christus König
- Meldorf: St. Ansgar

### Kiel, Pfarrei Franz von Assisi
- Kiel: Liebfrauen
- Kiel: St. Joseph (Kiel-Ost)
- Kiel: St. Nikolaus (Propsteikirche, Kiel-Mitte)
- Kiel, Stadtteil Blücherplatz: St. Heinrich (Kiel-Nord)
- Kiel, Stadtteil Mettenhof: St. Birgitta (Kiel-West)

### Lübeck, Pfarrei  Zu den Lübecker Märtyrern
- Bad Schwartau: Maria Königin
- Lübeck: Propsteikirche Herz Jesu
- Lübeck: St. Vicelin

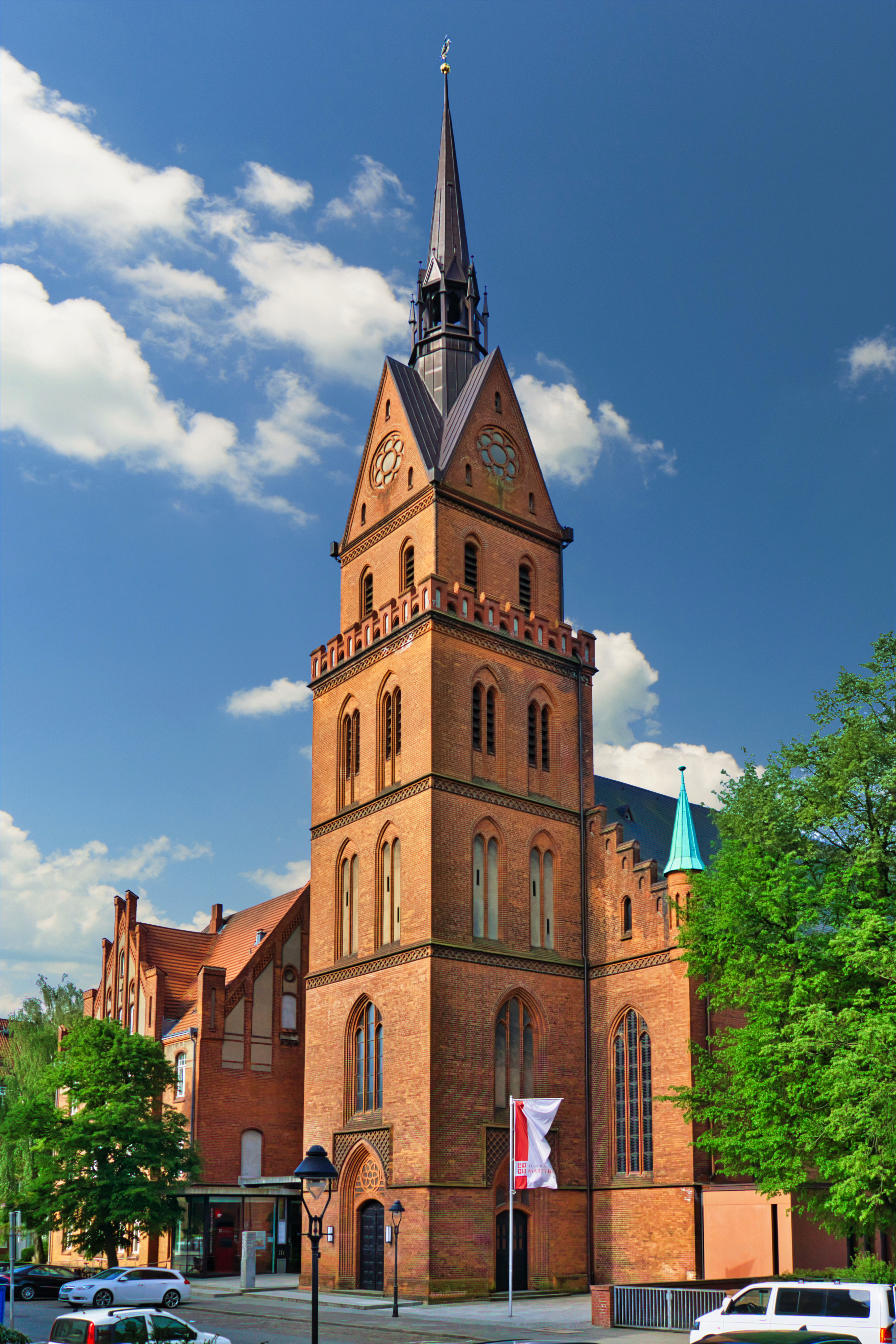
Herz-Jesu-Kirche in Lübeck

- Lübeck, Stadtteil Kücknitz: St. Joseph
- Lübeck, Stadtteil Moisling: St. Franziskus
- Lübeck, Stadtteil St. Gertrud: Heilig Geist
- Lübeck, Stadtteil St. Lorenz-Nord: St. Bonifatius
- Lübeck, Stadtteil Travemünde: St. Georg (Lübeck-Travemünde)
- Timmendorfer Strand: St. Paulus
- Timmendorfer Strand, Ortsteil Niendorf: St. Johann (in der Fachklinik Maria Meeresstern)

### Neumünster, Pfarrei Seliger Eduard Müller
- Bad Bramstedt: Jesus Guter Hirt
- Bad Segeberg: St. Johannes der Täufer
- Bordesholm: St. Marien
- Flintbek: St. Josef
- Kaltenkirchen: Heilig Geist
- Mönkloh: Waldkapelle
- Neumünster: St. Maria-St. Vicelin
- Nortorf: St. Konrad
- Trappenkamp: St. Josef
- Wahlstedt: St. Adalbert

### Reinbek, Pfarrei Heilige Elisabeth
- Geesthacht: St. Barbara
- Glinde: Zu den heiligen Engeln
- Lauenburg/Elbe: St. Konrad
- Reinbek: Herz Jesu
- Schwarzenbek: St. Michael

### Rendsburg, Pfarrei Sankt Ansgar
- Eckernförde: St. Peter und Paul
- Hohenwestedt: Heilige Familie
- Rendsburg: St. Martin

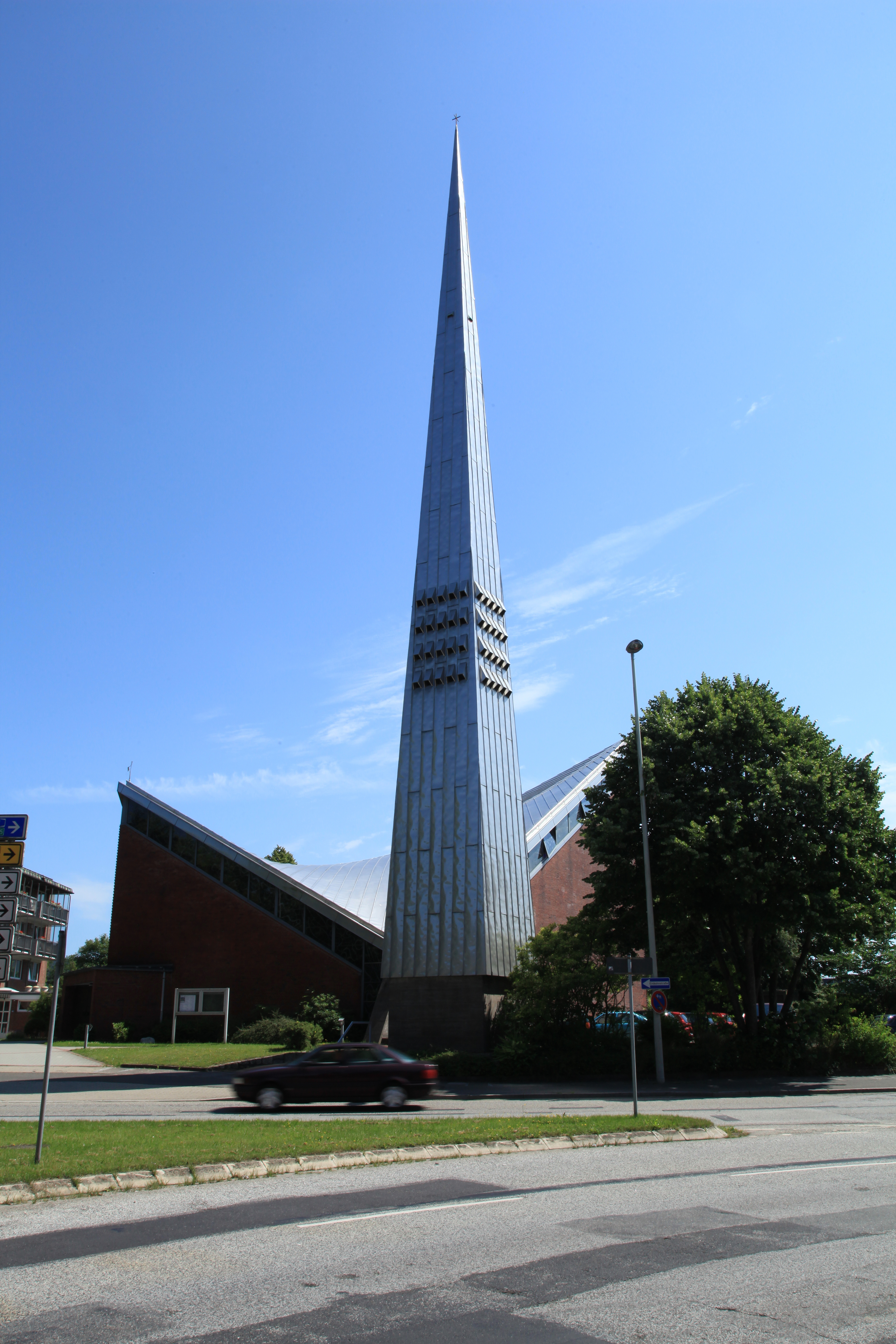
St.-Martin-Kirche in Rendsburg

- Rendsburg: Kapelle im Haus St. Vincenz
- Schleswig: St. Ansgar

## Liste profanierter Kirchen
Die profanierten Kirchen der Region Schleswig-Holstein des Erzbistums Hamburg sind im Artikel Liste profanierter Kirchen im Erzbistum Hamburg aufgelistet.